# Begumpur-Moschee (Delhi)

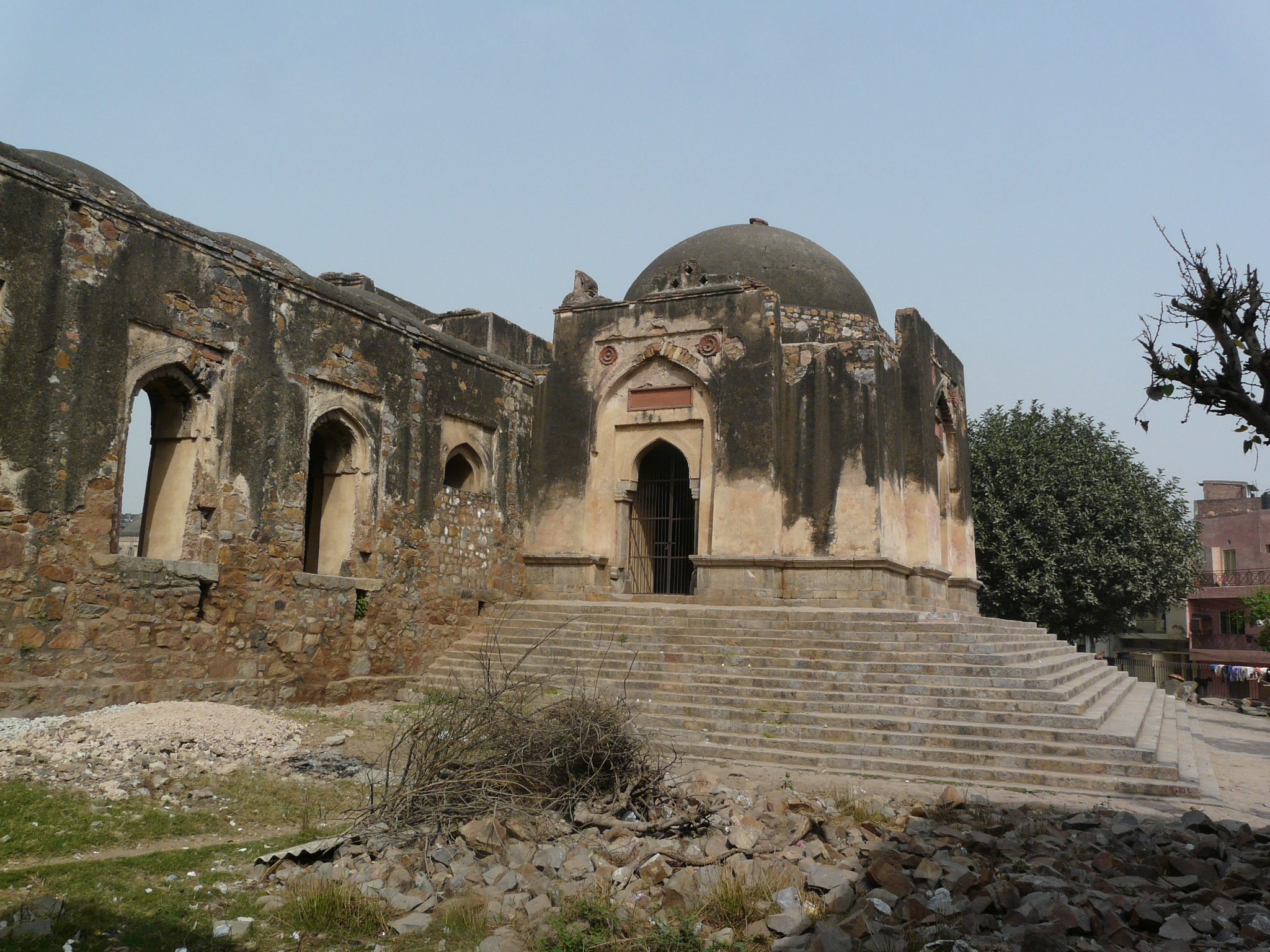
Begumpur-Moschee, Ostportal

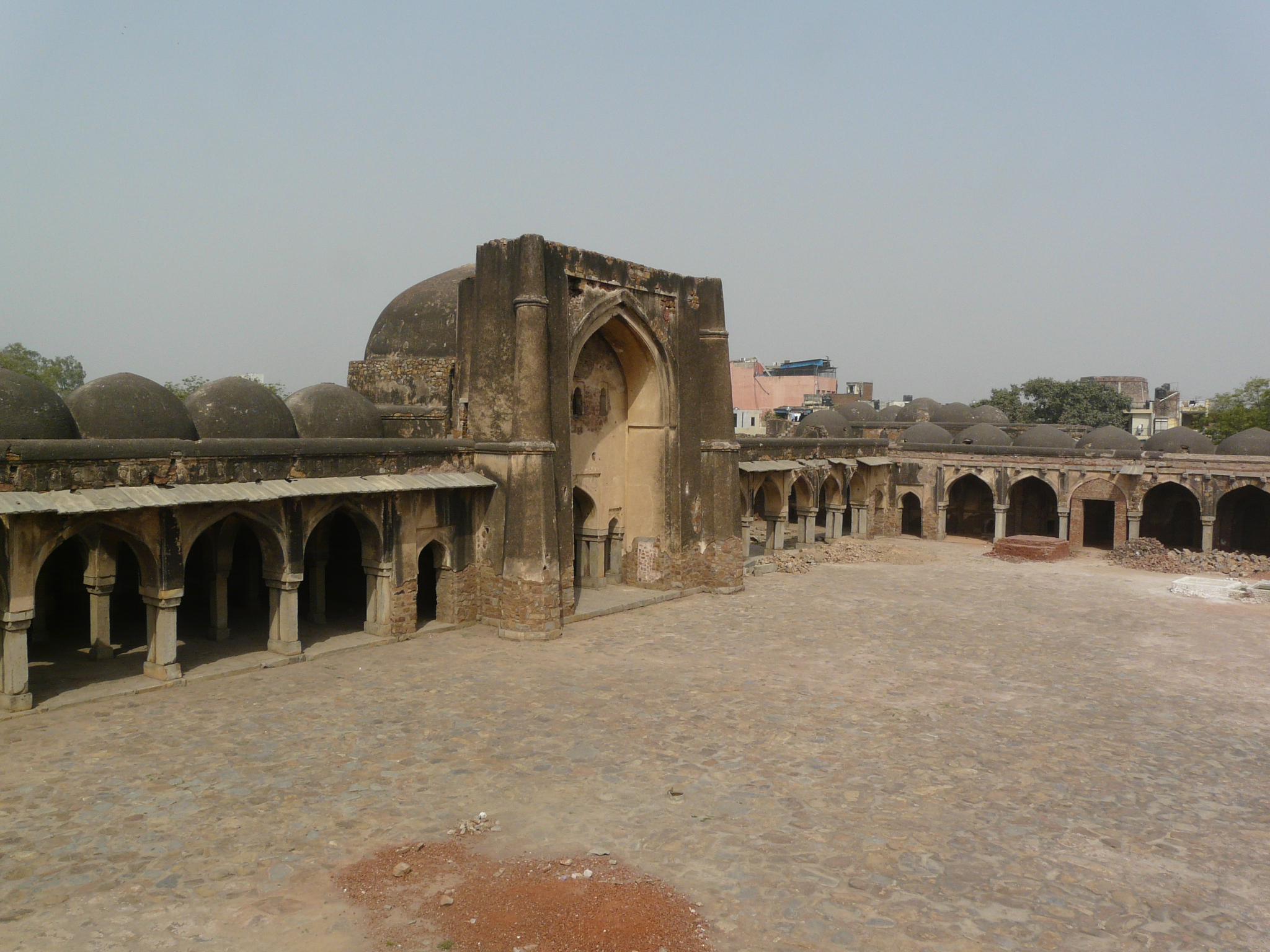
Begumpur-Moschee, Innenhof mit West-Pischtak

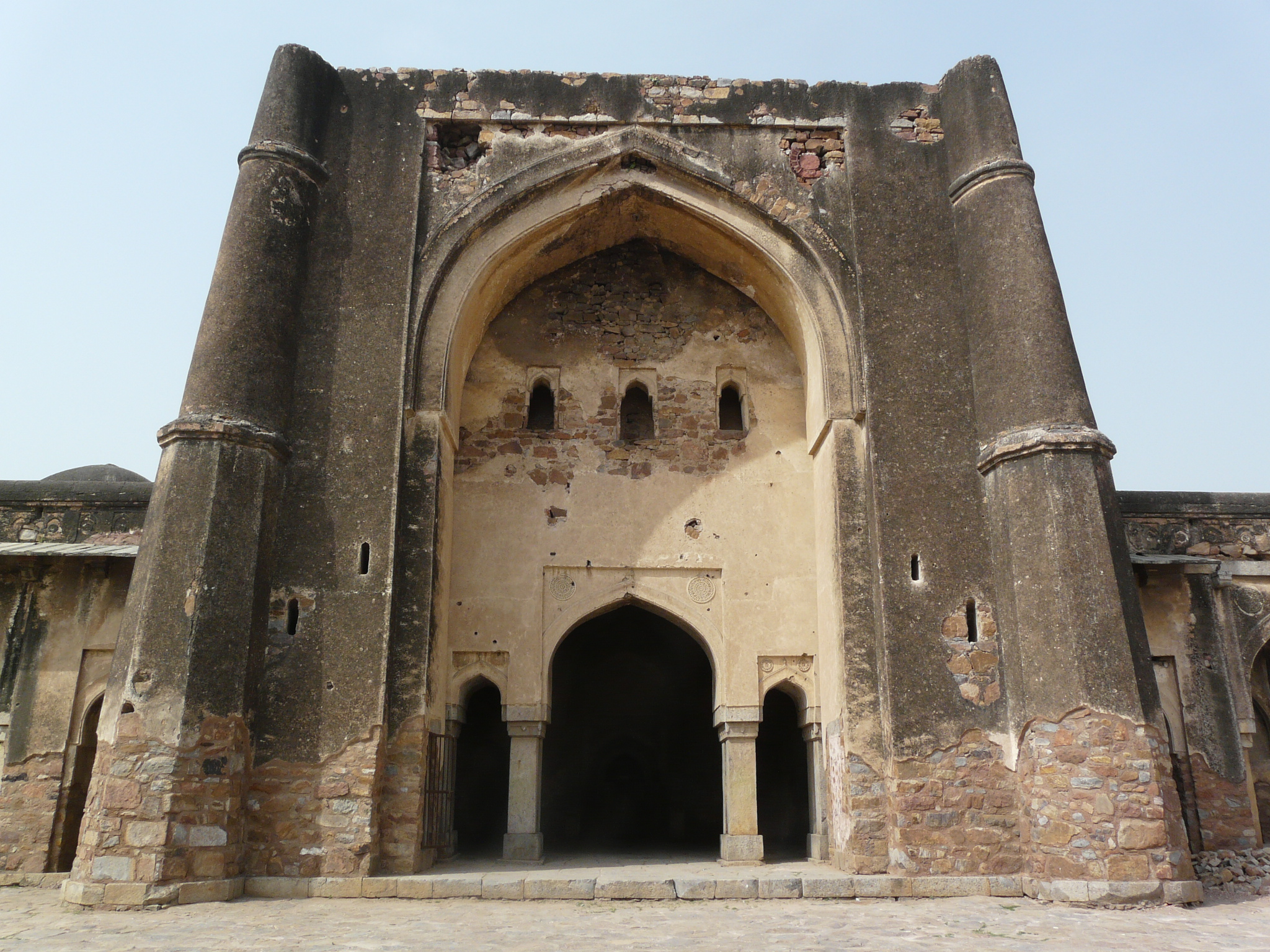
Begumpur-Moschee, West-Pischtak

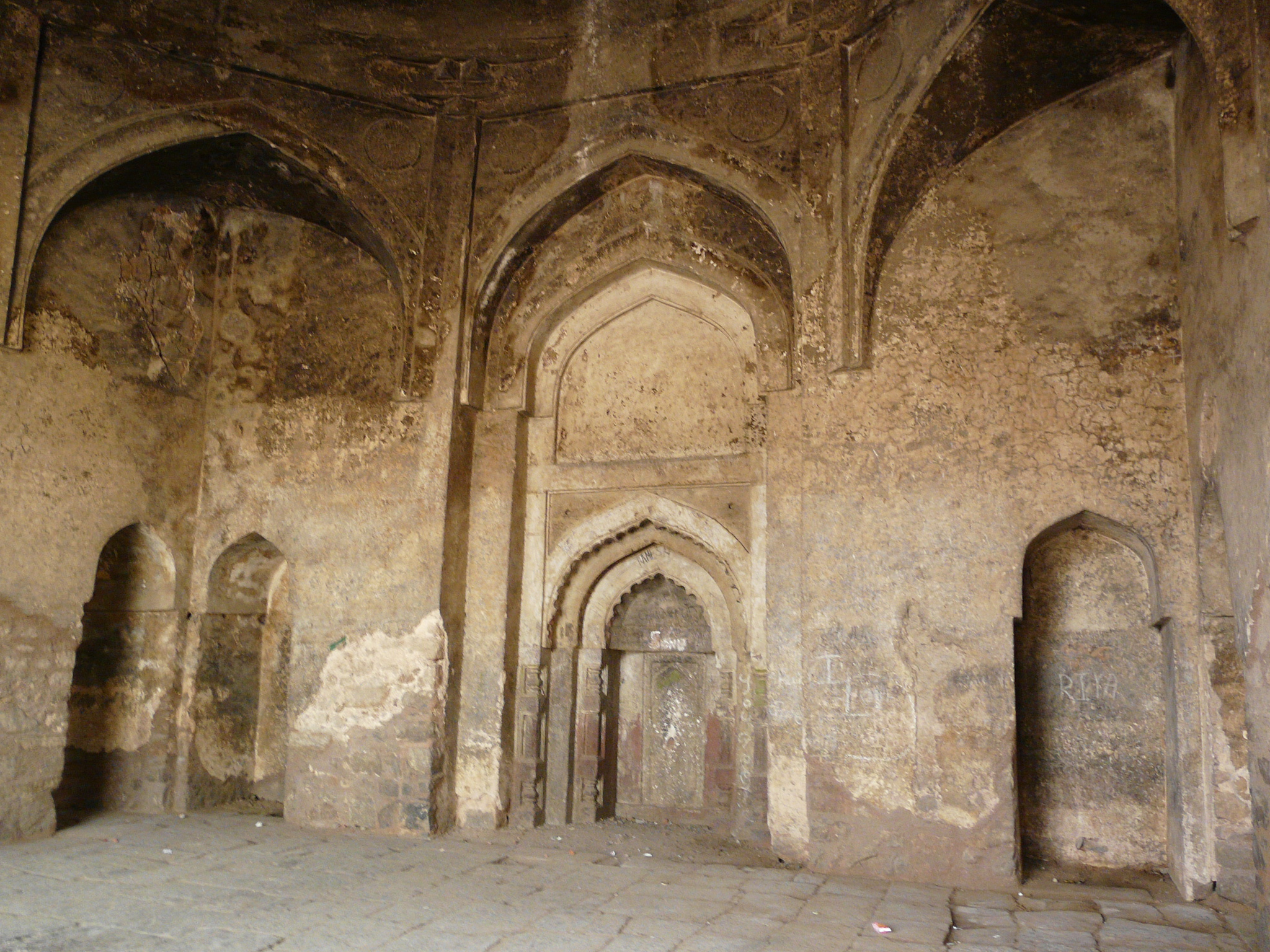
Begumpur-Moschee, Mihrab-Nische

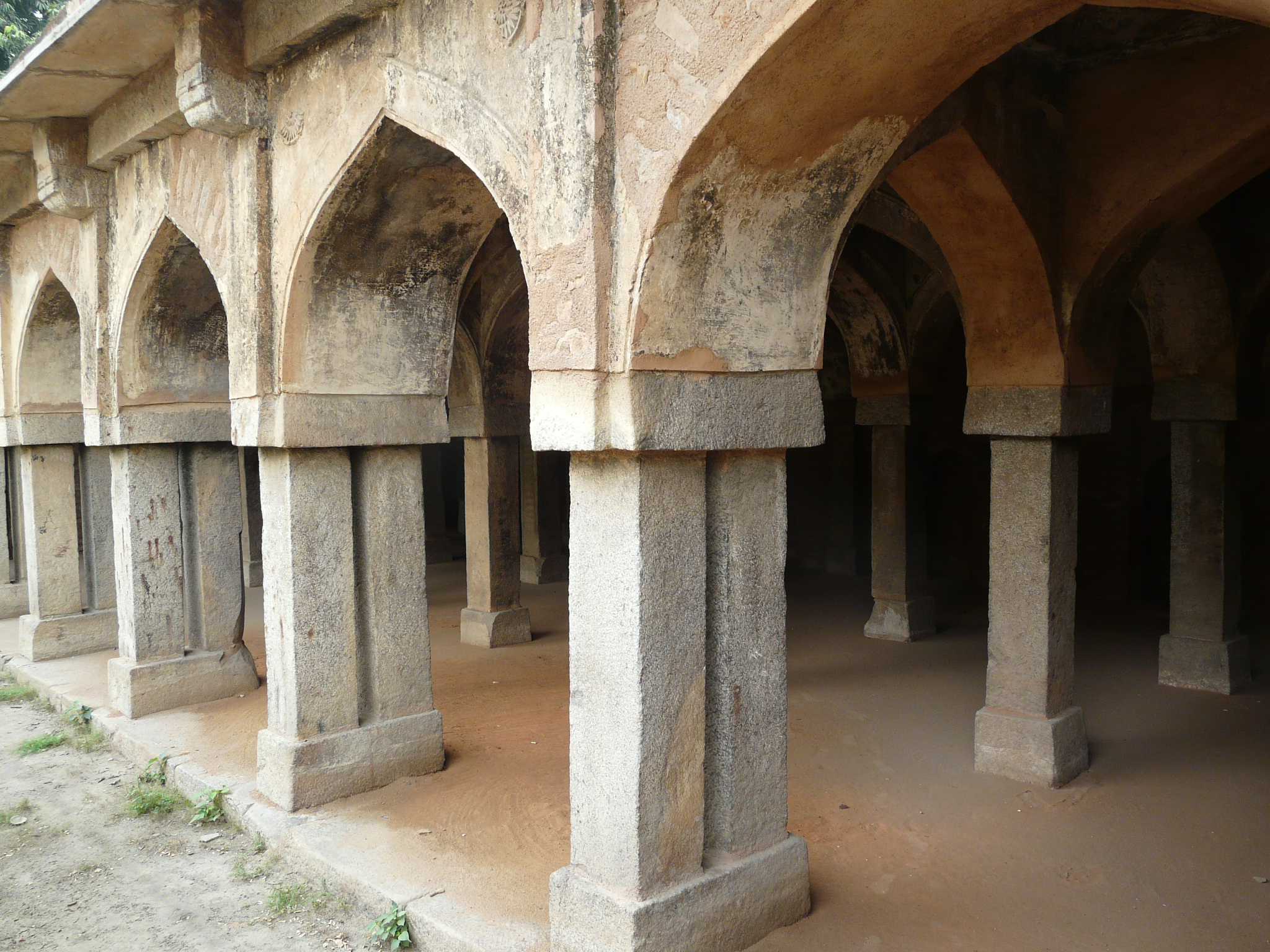
Begumpur-Moschee, Arkaden des Gebetssaals

Die Begumpur-Moschee (Urdu: Begumpuri-Masjid) ist eine unter der Tughluq-Dynastie im 14. Jahrhundert erbaute Hofmoschee im Stadtteil Jahanpanah im Süden der indischen Hauptstadt Delhi. Bis zur Fertigstellung der großen Freitagsmoschee (Jama Masjid) Schah Jahans (um 1656/8) in Shahjahanabad war sie die flächenmäßig größte Moschee der Stadt.

## Lage
Die Begumpur-Moschee befindet sich etwa zwei Kilometer nordöstlich vom Qutb-Komplex. Die Khirki-Moschee liegt etwa anderthalb Kilometer südöstlich.

## Baugeschichte
Die Moschee wurde möglicherweise um das Jahr 1351 von Khan-i-Jahan Maqbul Tilangani, genannt Malik Maqbul, dem Wesir oder „Ersten Minister“ von Firuz Schah Tughluq (reg. 1351–1388), dem vierten Sultan der Tughluq-Dynastie, gestiftet. Infrage kommt jedoch auch der Sohn des Wesirs Juna Shah; in diesem Fall wäre die Moschee etwa 25 Jahre später (d. h. um 1375/80) zu datieren. Sowohl der Sultan als auch sein – als Hindu geborener, jedoch zum islamischen Glauben bekehrter – Wesir und dessen Sohn taten sich als Bauherren mehrerer Moscheen und Grabmäler hervor. In den vergangenen Jahrhunderten verfiel die Moschee zusehends; sie ist stark restaurierungsbedürftig.

## Architektur
Das östliche Portalvorbau der Begumpur-Moschee springt weit aus der Moscheefront nach außen vor; seine Architektur mit den schrägen Außenmauern verweist auf typische Bauten der Tughluq-Zeit (z. B. Lal Gumbaz). Er verfügt über drei kleinere Eingangsportale nach allen Seiten. Bemerkenswert sind die – bei einer Hofmoschee an sich überflüssigen – Fensteröffnungen. Die Begumpur-Moschee ist eine nahezu quadratische Anlage mit etwa 90 × 94 Metern Seitenlänge (außen) und etwa 75 × 80 Metern Seitenlänge (innen). Wie bei den meisten vorderasiatischen und persisch-indischen Moscheebauten üblich, sind nur der – dreireihige – Gebetssaal und die den Hof umgebenden Arkaden (riwaqs) überdacht – hier mit einer Vielzahl von Kuppeln. Bei intensiver Sonneneinstrahlung oder bei den oft heftigen Regenfällen der Monsunzeit ist eine derartige offene Bauweise von Nachteil.
Ein hoher, zum Moscheehof weitgeöffneter und von zwei seitlichen Scheinminaretten begleiteter Bogen (Pischtak), der in seiner Portalzone triumphbogenartig gegliedert ist, bildet den Haupteingang zum Gebetssaal, dessen Mittelbereich von einer hohen – in den Ecken auf Trompen ruhende – Kuppel überspannt wird. Die zentrale Mihrab-Nische ist gegenüber den seitlichen Begleitnischen mehrfach abgestuft; dies ist heute der einzige Schmuck des gesamten Raumes, dessen – teilweise mit Doppelpfeilern bestückte – Arkaden und Kämpferplatten insgesamt massiv und blockartig wirken. Zur Zeit der Erbauung der Moschee war der Gebetssaal verputzt, und – zumindest teilweise – bemalt.